# Santa Apolónia (metrostation)
Santa Apolónia is een metrostation aan de Blauwe lijn in Lissabon.
Het station is geopend op 19 december 2007.
Het is gelegen aan de Santa Apolónia spoorwegstation.